# Comité spécial des Nations unies sur la Palestine
L’UNSCOP ou United Nations Special Committee On Palestine est une commission mise sur pied par l’Assemblée générale des Nations unies en 1947 à la suite de la remise du mandat sur la Palestine par le Royaume-Uni.
La Commission était initialement composée de 12 pays (Australie, Canada, Guatemala, Inde, Iran, Pays-Bas, Pérou, Suède, Tchécoslovaquie, Uruguay, Yougoslavie , Chili ) et fut chargée d’étudier les causes du conflit en Palestine et d’y apporter une solution, en particulier au niveau d’un plan de partage de la Palestine.  Dans un souci de neutralité, aucune des grandes puissances de l’époque ne fut représentée.

## Membres de la commission

### Membres titulaires
- Emil Sandström, Suède, président.
- Alberto Ulloan, Pérou, vice-président.
- John Douglas Lloyd Hood[1], Australie.
- Ivan Rand, Canada.
- Karel Lisicky[2], Tchécoslovaquie.
- Jorge Garcia Granados (en), Guatemala.
- Abdur Rahman, Inde.
- Nasrollah Entezam, Iran.
- N. S. Blom, Pays-Bas.
- Enrique Rodríguez Fabregat (es), Uruguay.
- Vladimir Simic, Yougoslavie.
- Pablo Neruda, Chili

### Membres suppléants
- Paul Mohn, Suède.
- Arturo García Salazar (es), Pérou.
- S. L. Atyeo, Australie.
- Leon Mayrand, Canada.
- Venkata Viswanathan, Inde.
- H. Dayal, Inde, second suppléant.
- Ali Akdalan, Iran.
- A. I. Spits, Pays-Bas.
- Oscar Secco Ellauri (en), Uruguay.
- Edmundo Sisto, Uruguay, secrétaire.
- Jože Brilej, Yougoslavie.